# オペラド
数学では、オペラドは、可換性や反交換性などの特性や、様々な量の結合法則をモデル化する代数に関係している。 オペラドは、様々な結合法則や代数、余代数などリー代数やポアソン代数の計算木をモデル化する。代数はオペラドにある群の表現とみなせる。オペラドは結合法則の算法と見なすことができ、それぞれ固定された有限数の入力（引数）と1つの出力を持ち、他の操作と1つで構成できる。それらは、普遍代数の圏論的類似物を形成する。